# HbA1c
HbA1c (auch: HbA1c, Hämoglobin A1c) ist jener Teil des roten Blutfarbstoffs in den roten Blutkörperchen (Erythrozyten), bei dem Glucose an eine bestimmte Aminogruppe des nativen Hämoglobins HbA0 gebunden ist. Dieser Anteil wird auch glykiertes Hämoglobin genannt. Der Anteil des HbA1c am Hämoglobingehalt des Blutes, der sogenannte HbA1c-Wert, entspricht dem Langzeit-Blutzucker, d. h. dem Blutzuckerniveau der letzten 8–12 Wochen, was in etwa der mittleren Lebensdauer der Erythrozyten entspricht.
Die blutzuckerabhängige Bindung von Glucose an das Hämoglobin A (Glykierung) findet ohne Enzyme statt (Amadori-Umlagerung; siehe Glykation) und ist unumkehrbar.

## Einheiten
Der HbA1c-Wert wird als prozentualer Anteil am Gesamthämoglobin angegeben, oder bezogen auf 1 Mol Hämoglobin (1 Mol Hämoglobin wiegt 64458 g) in Millimol HbA1c pro Mol (mmol/mol).
Es existieren verschiedene Glykierungsprodukte, da es sich um eine unspezifische Reaktion handelt. Um die Messung weltweit zu standardisieren, hat eine Arbeitsgruppe der IFCC (International Federation of Clinical Chemistry and Laboratory Medicine) das HbA1c als das stabile Produkt einer Kopplung von Glucose an das N-terminale Valin der Beta-Kette des Hämoglobins A1 definiert.
Gebräuchlich ist nach wie vor eine Angabe in Prozent (%). Die nach Empfehlung der IFCC eingeführte internationale Einheit (SI-Einheit) ist mmol/mol Hämoglobin. Nach einer Richtlinie der Bundesärztekammer vom 1. April 2008 soll der HbA1c-Wert nun auch in dieser Einheit angegeben werden. Zur besseren Unterscheidung von der %-Angabe kann dieser Wert auch als HbA1cM bezeichnet werden. Die Umrechnungsformel lautet:
{\displaystyle \mathrm {HbA} _{\mathrm {1c} }[\mathrm {mmol/mol~Hb} ]=(\mathrm {HbA} _{\mathrm {1c} }[\%]-2,15)\cdot 10,929}
{\displaystyle \mathrm {HbA} _{\mathrm {1c} }[\%]=(\mathrm {HbA} _{\mathrm {1c} }[\mathrm {mmol/mol~Hb} ]\div 10,929)+2,15}

## Probengewinnung (Präanalytik)
Das glykierte Hämoglobin HbA1c wird aus Vollblut bestimmt, das meistens EDTA als Antikoagulans enthält. Anforderungen an die Lagerung und Behandlung des Probenmaterials hängen vom verwendeten Analysensystem ab. Meist ist die Probe ein bis zwei Wochen bei 4 °C haltbar oder kann über mehrere Monate bei −20 °C gelagert werden.

## Labordiagnostik
Verschiedene Methoden stehen heute zur Messung des HbA1c-Wertes zur Verfügung, u. a. die Hochdruckflüssigkeitschromatografie (HPLC), die Thiobarbituratmethode, die Affinitätschromatografie, der Enzymimmunoassay und die Immunturbidimetrie. Jede Methode hat ihre eigenen Vor- und Nachteile.

## Normbereich und Interpretation
Gemäß den Praxisempfehlungen der Deutschen Diabetes Gesellschaft (DDG) liegt der Normbereich bei unter 5,7 % bzw. 39 mmol/mol des Gesamt-Hämoglobins.

### Diabetes mellitus
Seit 2010 empfiehlt die DDG das HbA1c zur Diagnose eines Diabetes mellitus. Sie erklärt dies durch eine Verbesserung der Messgenauigkeit, die durch eine internationale Standardisierung erreicht wurde, und bezieht sich bei den Diagnosewerten auf durchgeführte epidemiologische Untersuchungen der letzten Jahre. Demzufolge sei bei einem Wert von unter 5,7 % ein Diabetes mellitus ausgeschlossen, wohingegen ein manifester Diabetes mellitus ab 6,5 % besteht. Bei Ergebnissen zwischen 5,7 % und 6,4 % sei zur gesicherten Diagnose allerdings ein Oraler Glukosetoleranztest (OGTT) durchzuführen. Ebenso sei der HbA1c-Wert zur Diagnose der Stoffwechselstörung nur dann geeignet, wenn nicht mit patientenspezifischen Einflussgrößen zu rechnen ist, die zu einer Verfälschung des Ergebnisses führen können.
So wird der HbA1c-Wert etwa bei Eisenmangelanämie falsch hoch gemessen, da in diesem Fall der Abbau der Erythrozyten verlangsamt ist.
Dahingegen können falsch niedrige Werte bei hämolytischer Anämie, Leberzirrhose, chronischer Niereninsuffizienz und erhöhter Neusynthese von Erythrozyten auftreten. Die Werte können auch nach einem stärkeren Blutverlust oder einer Bluttransfusion verfälscht sein. Die HPLC-Methode kann bei genetisch bedingten Störungen des Hämoglobins (z. B. Sichelzellanämie, Thalassämie) falsche Werte liefern.
Mittlerweile empfiehlt auch die American Diabetes Association (ADA) den HbA1c und die oben genannten Werte zur Diagnose bzw. Ausschluss eines Diabetes mellitus.
Im Einzelfall kann die Bestimmung trotz NGSP-Standardisierung immer noch starke methodenabhängige Unterschiede zeigen. Es wird deshalb empfohlen, einen Patienten immer mit der gleichen Methode zu überwachen.
Das HbA1c wird bei Patienten mit Diabetes mellitus alle drei Monate gemessen. Das Ziel der Therapie besteht darin, dass der HbA1c-Wert unter 7 bis 8 % bleibt, um mögliche Spätfolgen dieser Erkrankung möglichst lange hinauszuzögern bzw. zu vermeiden.

### Umrechnungstabelle
Für die Umrechnung des laborchemisch gemessenen HbA1c-Wertes in den zugrundeliegenden 3-monatigen Blutzucker-Mittelwert wurden verschiedene Formeln verwendet:
{\displaystyle \mathrm {Mittlerer~Blutzucker[mg/dl]} =(\mathrm {HbA} _{\mathrm {1c} }[\%]\cdot 33,3)-86}
{\displaystyle \mathrm {Mittlerer~Blutzucker(Plasma)[mg/dl]} =(\mathrm {HbA} _{\mathrm {1c} }[\%]\cdot 35,6)-77,3}
Aufgrund einer relativ sicheren Datenbasis wurde 2008 von Nathan et al. eine relativ präzise Umrechnungsformel entwickelt:
{\displaystyle \mathrm {Mittlerer~Blutzucker[mg/dl]} =(\mathrm {HbA} _{\mathrm {1c} }[\%]\cdot 28,7)-46,7}
Folgende Tabelle zeigt die Umrechnung von HbA1c-Wert in den durchschnittlichen Blutzuckerwert nach Nathan et al. Die Zahlen der Tabelle sollten nur als grobe Anhaltspunkte dienen, da kurzfristige hohe Werte (z. B. nach dem Essen) zum Teil keine stabilen Bindungen eingehen (somit den Durchschnitt heben, den HbA1c-Wert jedoch nicht).
| HbA1c (in %) | HbA1c (in mmol/mol) | mittlerer Blutzucker in mg/dl | mittlerer Blutzucker in mmol/l |
| ------------ | ------------------- | ----------------------------- | ------------------------------ |
| 4,0          | 20                  | 68                            | 3,8                            |
| 5,0          | 31                  | 97                            | 5,4                            |
| 6,0          | 42                  | 126                           | 7,0                            |
| 6,5          | 47                  | 140                           | 7,8                            |
| 7,0          | 53                  | 154                           | 8,6                            |
| 7,5          | 58                  | 169                           | 9,4                            |
| 8,0          | 64                  | 183                           | 10,2                           |
| 8,5          | 69                  | 197                           | 11,0                           |
| 9,0          | 75                  | 212                           | 11,8                           |
| 9,5          | 80                  | 226                           | 12,6                           |
| 10,0         | 86                  | 240                           | 13,4                           |
| 10,5         | 91                  | 255                           | 14,1                           |
| 11,0         | 97                  | 269                           | 14,9                           |
| 11,5         | 102                 | 283                           | 15,7                           |
| 12,0         | 108                 | 298                           | 16,5                           |
| 12,5         | 113,1               | 312                           | 17,3                           |
| 13,0         | 118,6               | 326                           | 18,2                           |

Neuerdings kann der HbA1c-Wert auch aus kontinuierlicher Glukosemessung (continuous glucose monitoring CGM) hochgerechnet bzw. geschätzt werden (estimated A1C); dabei sind aber teils erhebliche Abweichungen vom laborchemisch gemessenen HbA1c-Wert möglich.

### Zu- und Abnahme des HbA1c aufgrund von Änderungen des Blutzuckerniveaus
Informationen über den Anstieg des HbA1c-Wertes bei Erhöhung des Blutzuckerniveaus sind in der Fachliteratur kaum zu finden; einer Mitteilung ist zu entnehmen, dass die maximale HbA1c-Anstiegsrate ca. 3 %-Punkte in 120 Tagen beträgt, d. h. ca. 0,025 %-Punkte pro Tag, bei Menschen mit Diabetes. Der HbA1c-Anstieg folgt der aktuellen Blutzuckererhöhung mit Verzögerung. Die maximale HbA1c-Abnahmerate wurde bei Menschen mit Diabetes mellitus untersucht, bei denen es durch Behandlung zu einer abrupten und dauerhaften Blutzuckersenkung bis hin zur Blutzuckernormalisierung kam. Bei ihnen verringert sich ein erhöhter HbA1c-Wert maximal um ca. 0,1 %-Punkte pro Tag. Die Verringerung/Normalisierung des HbA1c-Wertes folgt der aktuellen Blutzuckersenkung mit Verzögerung. Bei leichter dauerhafter Absenkung des Blutzuckerniveaus nimmt der HbA1c-Wert langsamer und in geringerem Umfang ab.
Starke, abrupte und dauerhafte Senkung eines lange Zeit stark überhöhten Blutzuckerniveaus (mit HbA1c-Senkung um mehr als 0,7 %-Punkte pro Monat) kann bei Menschen mit Diabetes eine bestehende diabetische Retinopathie akut verschlechtern (sogenanntes „early worsening of diabetic retinopathy“), ebenso eine schmerzhafte diabetische Neuropathie. In manchen dieser Fälle kann die Anhebung des Blutzuckerniveaus (und damit des HbA1c-Wertes) die Verschlechterung rückgängig machen. Auch die Injektion eines VEGF-Hemmers (z. B. Bevacizumab) ins Auge kann eine Besserung bringen.

### Auswirkungen des HbA1c-Wertes auf die Diabetes-Therapie
Mit einer routinemäßigen Überwachung des HbA1c-Wertes kann die Therapie einer insulinpflichtigen Diabeteserkrankung verbessert werden, wie eine Studie aus dem Jahr 1990 zeigte. Im Vergleich zur Kontrollgruppe, bei der die Therapie nur anhand punktueller Glukose-Bestimmungen im Blut (Blutzucker) und im Urin ärztlich gesteuert wurde, änderten Ärzte mit Kenntnis der jeweiligen HbA1c-Werte von Patienten im Quartal ihre Therapieanweisungen häufiger und passten die Insulingabe öfters durch mehrfache tägliche Injektionen an. Damit sanken binnen eines Jahres die überhöhten HbA1c-Werte durchschnittlich um 0,6 Prozentpunkte von 10,1 % auf 9,5 %. Die Durchschnittswerte der Patienten in der Kontrollgruppe lagen bei 10,0 % und 10,1 %; nachdem aber im Folgejahr deren Ärzte ebenfalls in Kenntnis von HbA1c-Werten therapierten, erhöhte sich auch der Anteil mit mehrfachen Injektionen pro Tag und es kam zu einer ähnlichen Absenkung.